# Ammersricht
Ammersricht ist eine bayerische Einöde, die zur Gemeinde Birgland gehört.

## Geografie
Die Einöde im Norden des Oberpfälzer Jura ist einer von 42 amtlich benannten Gemeindeteilen der Gemeinde Birgland im westlichen Teil der Oberpfalz. Das auf einer Höhe von 479 m ü. NHN gelegene Ammersricht ist etwa vier Kilometer von dem südöstlich liegenden Pfarrdorf Illschwang entfernt, in dem die Birglander Gemeindeverwaltung ihren Sitz hat.

## Geschichte

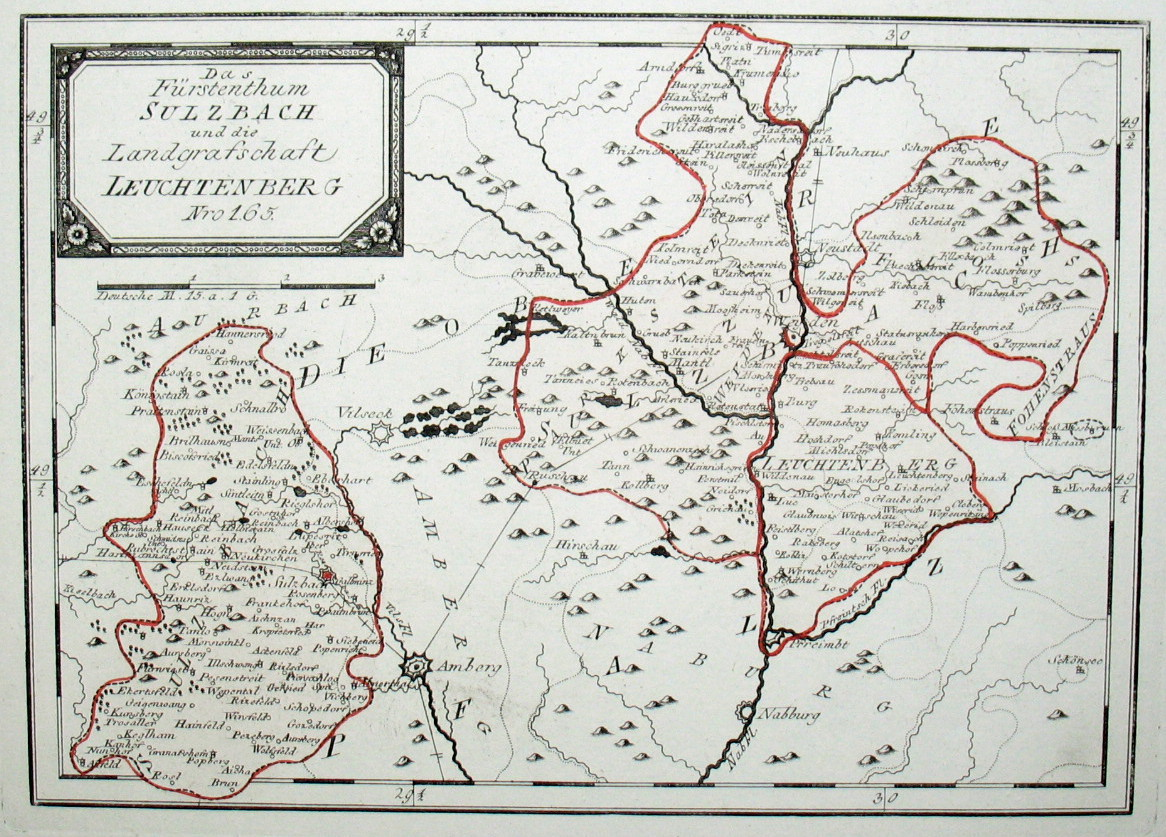
Das Territorium des Herzogtums Sulzbach mit dem Gebiet des Landrichteramtes Sulzbach im Südwesten

Zum Ende des Heiligen Römischen Reiches unterstand die bis 1777 kurpfälzische Einöde der Landeshoheit des Kurfürstentums Pfalzbaiern. Sie gehörte dabei zum Landrichteramt Sulzbach, dem südwestlichen Teil des wittelsbachischen Herzogtums Sulzbach. Durch das im Herzogtum Sulzbach seit 1652 geltende Simultaneum waren sowohl die evangelischen als auch die katholischen Einwohner des damals aus zwei Anwesen bestehenden Ortes nach Illschwang gepfarrt.
Bei den Verwaltungsreformen zu Beginn des 19. &M;Jahrhunderts im Königreich Bayern wurde Ammersricht mit dem Zweiten Gemeindeedikt im Jahr 1818 zum Bestandteil der Landgemeinde Sunzendorf, zu der auch die Orte Dollmannsberg, Höfling, Nonnhof, Reichenunholden und Rothsricht gehörten. Im Zuge der kommunalen Gebietsreform in Bayern in den 1970er Jahren wurde Ammersricht zusammen mit der Gemeinde Sunzendorf am 1. Mai 1978 in die sechs Jahre vorher gebildete Flächengemeinde Birgland eingegliedert. Im Jahr 1987 zählte die aus zwei Anwesen bestehende Einöde acht Einwohner.

## Verkehr
Die aus dem Südosten vom Illschwanger Gemeindeteil Einsricht kommende Kreisstraße AS 1 durchquert den Ort und führt über Bachetsfeld nordnordostwärts weiter zur Bundesstraße 14. Der ÖPNV bedient die Einöde an einer unweit gelegenen Haltestelle der Rufbuslinie 24 des VGN. Der am schnellsten erreichbare Bahnhof befindet sich in Sulzbach-Rosenberg an der Bahnstrecke Nürnberg–Schwandorf.